# Pyroxénite
Une pyroxénite est une roche ultramafique composée majoritairement de pyroxènes. Les pyroxénites sont des marqueurs géodynamiques importants, témoins du cycle interne de la Terre responsable de la tectonique des plaques.

## Définition pétrologique

Diagramme ternaire des péridotites (ol-opx-cpx), avec mise en exergue du champ des pyroxénites (en vert).

Une pyroxénite est une roche ultramafique composée essentiellement de minéraux de la famille des pyroxènes, au minimum 60 % en masse selon la classification des roches ultramafiques.
Les pyroxénites peuvent contenir d'autres minéraux, notamment du grenat ou de l'olivine. Elles servaient autrefois à faire des outils, comme des haches.

## Affleurements connus
Sur Terre, peu d'affleurements qui la présentent existent ; sur Mars, la signature du pyroxène fortement dominante en certains points laisse penser que cette roche est exprimée à la surface de cette planète. En France, on en trouve à Saint-Nazaire[réf. nécessaire] et dans divers massifs ophiolitiques comme dans le Massif central, notamment dans le Limousin ou encore à Roguédas, commune d'Arradon dans le Massif Armoricain. Au Canada, on retrouve un gisement à l'ancienne mine Daisy, à Mulgrave-et-Derry.

## Origine, interprétations
Les pyroxénites sont généralement des roches métamorphiques interprétées comme issues du recyclage mantellique de la croûte océanique basaltique. Ainsi, on les trouve fréquemment en bancs au sein d'unités péridotitiques. Mais il existe aussi des laves constituées de pyroxénite.
Dans le contexte des chambres magmatiques fossiles, les pyroxénites sont parfois des roches plutoniques formées par cristallisation fractionnée d'un magma basique et ségrégation gravitaire (sédimentation) des pyroxènes, comme dans le massif volcanique centrale de l'île de Fuerteventura (pluton dit PX1), dans l'archipel des Canaries, où elles forment des dykes intercalés entre d'autres dykes plus gabbroïques (référence : mémoire de thèse de J. Allibon, disponible sur TEL, et diverses publications dudit docteur).